# UB-155号潜艇
陛下之UB-155号艇是德意志帝国海军于第一次世界大战期间建造的其中一艘UB-III型近岸潜艇或称U艇。其全长55.52米，水面及水下排水量分别为539吨和656吨，艇载武器则包括五具500毫米鱼雷发射管以及一门88毫米口径甲板炮。该艇由汉堡的伏尔铿船厂承建，于1918年10月26日新船下水，却未及在战争结束前投入服役。作为同级最后建成的一艘艇，UB-155号直至1919年2月26日才竣工，然后根据对德停战协定的要求于1919年3月9日被引渡至法国正式向协约国投降，并最终于1921年在布雷斯特拆解报废。

## 设计
UB-155号是汉堡伏尔铿船厂承建的第四批次UB-III型潜艇之一，由德意志帝国海军潜艇监察局于1917年6月27日订购，至1918年10月26日下水。其全长55.52米，舷宽5.8米。艇体采用双壳体结构，水面及水下排水量分别为539吨和656吨，浮起时的吃水深度为3.85米。由于无需像UC-II型艇那样提供水雷布设装置，设计工程师对潜艇舷弧进行了优化，增大了司令塔体积，配备两具潜望镜，司令塔与控制室之间增加一道水密舱壁。这些改进显著提高了潜艇的水下机动性和生存力。为了达到更高的航速，UB-155号采用两台猛狮-伏尔铿六缸四冲程550匹公制馬力（405千瓦特）柴油机用于水面运行，以及两台394匹公制馬力（290千瓦特）的西门子-舒克特电动发电机用于水下航行；水面最高航速13.5節（25.0每小時），水下7.5節（13.9每小時）；能够在水面以6節（11每小時）航速续航7,120海里（13,190），或以4節（7.4每小時）连续在水下航行50海里（93）而无需充电。
UB-155号的主武器为五具500毫米艇艏鱼雷发射管，其中艇艏四具采用层叠式布局分居两侧、艇艉一具，并可搭载合共10枚G6型鱼雷。辅助武器则是一门88毫米30倍径速射炮。其标准船员编制为3名军官加31名水兵。

## 脚注
1. ↑  Rössler，第61頁.
2. ↑  Helgason, Guðmundur. . German and Austrian U-boats of World War I - Kaiserliche Marine - Uboat.net.   [2022-04-25].
3. 1 2 3 4  Gröner 1991，第25-30頁.
4. ↑  陈进，第239頁.